# Pietra runica di Kingittorsuaq
La pietra runica di Kingittorsuaq (con l'antica grafia: Kingigtorssuaq), elencata come GR 1 nel catalogo Rundata, il database nordico delle iscrizioni runiche, è una pietra runica rinvenuta sull'isola di Kingittorsuaq, un'isola disabitata facente parte dell'arcipelago Upernavik, situato all'interno della municipalità di Avannaata, nella Groenlandia nord-occidentale.

## Descrizione
La pietra runica di Kingittorsuaq è stata scoperta nel 1824 in un gruppo di tre tumuli disposti a formare un triangolo equilatero sulla cima di una montagna nell'isola di Kingittorsuaq, nella parte centro-meridionale dell'arcipelago Upernavik, ed oggi è conservata nel Museo nazionale danese, a Copenaghen.
Si ritiene che la pietra, una lastra di ardesia morbida, risalga al Medioevo ma la datazione precisa è tutt'altro che certa: la Catholic Encyclopedia la fa risalire al 25 aprile 1135, mentre il filologo danese William Thalbitzer, usando il sistema di numerazione pentimale, ha datato la pietra al 1314, altri ancora, infine, fanno risalire il manufatto ad anni compresi tra il 1250 e il 1333. Una tale incertezza è dovuta al fatto che, come ha puntualizzato lo storico Finn Gad, la data scritta sulla pietra può essere interpretata in diversi modi. Allo stesso modo, non possono essere presi come prova i tre nomi dei cacciatori incisi nella pietra.
L'ultima parte dell'iscrizione risulta ancora impossibile da tradurre in quanto composta da caratteri sconosciuti, ciò ha fatto sì che alcuni studiosi la ritengano senza senso, mentre altri pensano che essa possa contenere un messaggio segreto.

## Iscrizione
La traslitterazione latina del testo della pietra runica:
el=likr * sikuaþs : so=n:r * ok * baan=ne : torta=r son : ok enriþi * os son : laukardak*in : fyrir * gakndag hloþu * ua=rda te * ok rydu : (seguito da sei caratteri sconosciuti)
Trascrizione in norreno:
Erlingur Sigvaðs sonur og baarne Þorðarson og enriði ás son, laugardagin fyrir gakndag hloðu varða thessa og ryðu...
Traduzione in italiano:
Erlingur il figlio di Sigvað e Baarne figlio di Þorðar e Enriði figlio di Ás, il sabato prima del giorno delle Rogazioni, hanno eretto questo tumulo e hanno cavalcato...

## Rune non decifrate
Le sei rune che seguono il messaggio tradotto non sono ancora state decifrate, tuttavia, esse sembrano avere componenti a singolo carattere molti simili.
Le due rune iniziali e la finale sembrano avere due componenti, un Sowilō (ᛋ) con un Mannaz (ᛘ) e/o Algiz (ᛉ) nella parte superiore e nella parte inferiore, nelle altre tre rune, invece, il Sowilō sembra essere stato sostituito da uno Jēran (ᛄ), mentre nella parte superiore e inferiore sembrano esserci sempre un Mannaz o un Algiz.